# Météorologie tropicale

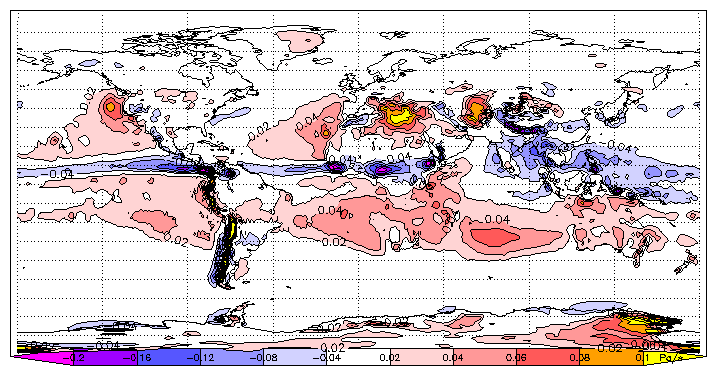
Mouvement vertical moyen en juillet à 500 hPa. L'air ascendant (valeurs négatives en bleu) est concentré près de l'équateur solaire et l'air descendant (positif en rouge) est plus éparpillé.

La météorologie tropicale est la partie de la science météorologique qui étudie les phénomènes et la circulation atmosphérique dans ou provenant de la région s'étendant à 25 degrés, nord et sud, de l'équateur. Cette zone est caractérisée par une faible influence de la force de Coriolis, une circulation saisonnière stable (les alizés), des températures généralement élevées et des précipitations convectives.

## Masse d'air

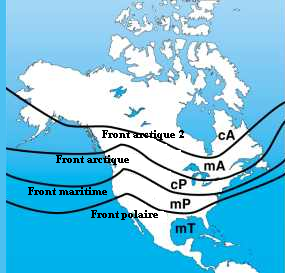
Les masses d'air par rapport à la latitude. mT pour maritime tropical et cT pour continental tropical.

Il existe différents types de masses d'air autour de la Terre, variant par leurs caractéristiques physiques. En général, elles se stratifient selon la distance à l'équateur. Dans la zone tropicale, la masse d'air est toujours chaude. Elle est dite « continentale » lorsqu'elle provient du continent et est alors relativement sèche. Elle est dite « maritime » lorsqu'elle provient de l'océan et est à ce moment-là très humide par captation de la vapeur d'eau de la surface de la mer. Ces masses d'air sont caractérisées par leur grande homogénéité.
La masse tropicale maritime est le plus souvent en instabilité conditionnelle et favorable au développement de puissants orages diurnes pour donner des pluies torrentielles brèves mais qui s'étalent souvent la nuit en complexes convectifs de mésoéchelle à l'origine de pluies importantes généralisées avant de se dissiper en fin de nuit.

## Circulation
Le moteur de la circulation atmosphérique dans les tropiques est le réchauffement solaire. À cause de l'inclinaison de 23,5 degrés de l'axe de rotation de la Terre, le Soleil n'est jamais plus qu'à quelques dixièmes de degré du zénith à midi tout au long de l'année dans les tropiques ce qui donne un maximum de réchauffement autour de l'équateur géographique. Cette chaleur est transportée en grande partie dans l'atmosphère sous forme de relâchement de chaleur latente dans les orages tropicaux. On appelle la circulation dans cette région, la cellule de Hadley en l'honneur de Edmond Halley, l'astronome célèbre, qui a proposé une théorie pour expliquer la présence des alizés dans cette zone. George Hadley, avocat anglais et météorologue amateur, a proposé une variante en 1735 en décrivant une circulation fermée. Pour expliquer la direction vers l'ouest de la circulation de surface, il a tenu compte de la rotation de la Terre. En effet, une parcelle d'air se dirigeant vers le nord ou le sud, par rapport à un observateur au repos dans l'espace, semble se déplacer avec une composante ouest par rapport à un observateur terrestre parce que ce dernier se déplace vers l'est. Gaspard-Gustave Coriolis reprendra son idée un siècle plus tard dans sa description des mouvements dans un repère en rotation.
Le mécanisme de formation des cellules de Hadley se décrit ainsi :

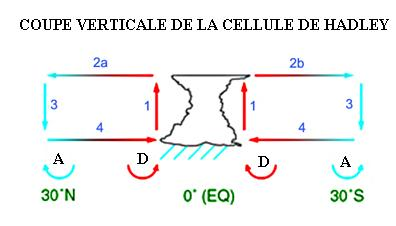
Les cellules de Hadley transportent chaleur et humidité des tropiques vers les latitudes moyennes.

Dans l'image, on voit en (4) que l'air chaud et humide converge à l'équateur parce que le facteur de Coriolis y est négligeable et que les vents n'y ont pas de direction privilégiée. L'air se déplace alors vers les zones de pression plus basses (4) où ils s'élèvent en formant des orages (1). C'est la zone de convergence intertropicale (ZCIT) où les précipitations sont très abondantes mais les vents faibles (le pot-au-noir).
Quand les parcelles d'air chaud et humide atteignent la tropopause (limite entre la troposphère et la stratosphère), à environ 12 à 15 km d'altitude, elles ne peuvent monter plus haut ni ne peuvent rester à cet endroit à cause du flux constant venant des basses couches de l'atmosphère. Par conséquent, elles sont repoussées vers le nord (2a) ou le sud (2b) de l'équateur.

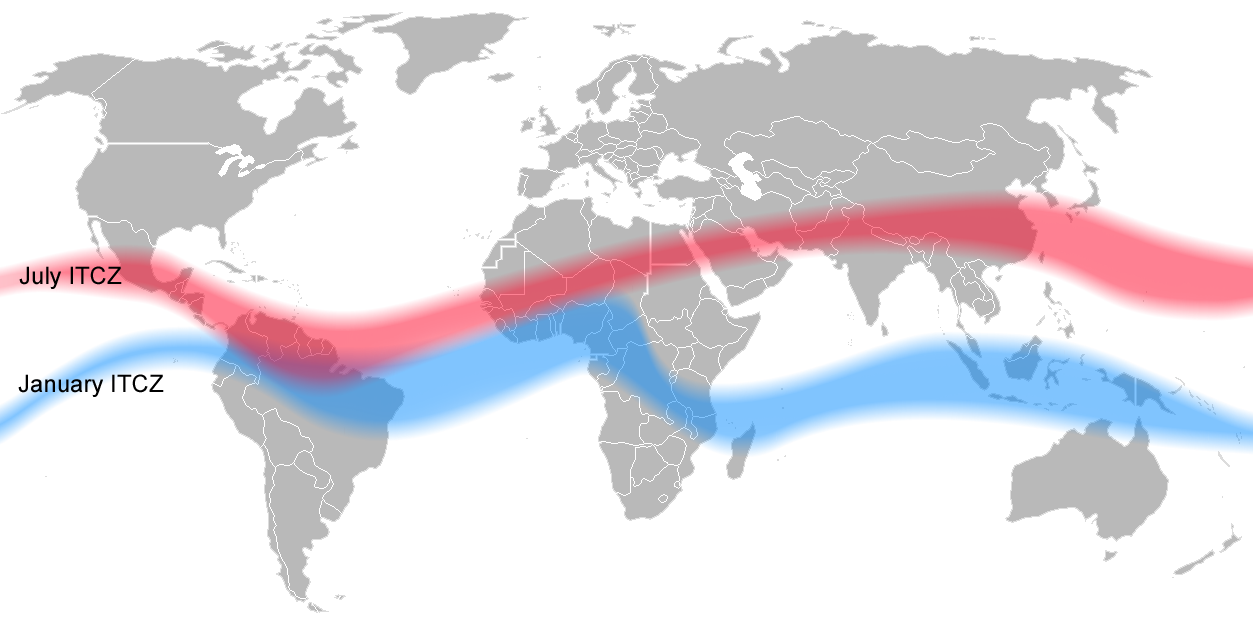
Position de la ZCIT en janvier (en bleu) et en juillet (en rouge)

En s'éloignant de l'équateur, la force de Coriolis augmente ce qui dévie les parcelles vers l'Est (du point de vue d'un observateur terrestre). En se déplaçant vers les Pôles, l'air se refroidit par échange avec l'environnement ce qui éventuellement le rend négativement instable et il commence à descendre (3). Lors de la descente, les parcelles d'air suivent la courbe de gradient thermique adiabatique sèche, ce qui fait qu'elles se réchauffent et que leur humidité relative tombe. Cela se produit autour de 30 à 35 degrés N et S où l'on retrouve la zone de calme subtropical aride dominée par un anticyclone.
Finalement, l'air venant de l'anticyclone se dirige vers l'équateur pour compléter le cycle et cette fois, la force de Coriolis le dévie vers l'Ouest, ce sont les alizés qui soufflent du nord-est dans l'hémisphère nord et du sud-est dans celui du sud. Ces cellules sont multiples autour de la Terre et elles ne sont pas alignées exactement avec l'équateur géographique mais plutôt avec l'équateur défini comme le point au zénith du soleil ce qui amène une variation saisonnière vers le nord et le sud de la position de ces cellules. En plus, la différence de réchauffement local et la friction sous deux kilomètres d'altitude change constamment la position d'une cellule particulière.

### Circulation de Walker et l'Oscillation australe

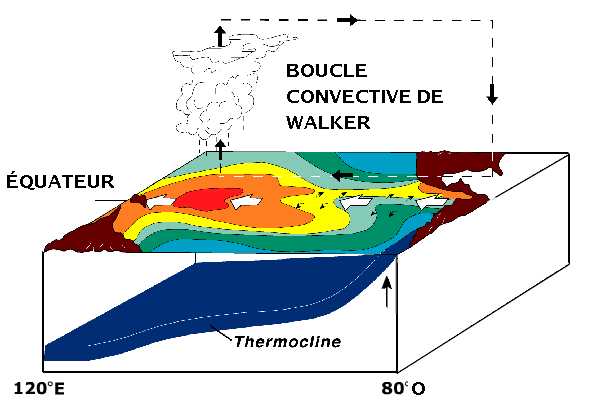
Circulation convective normale de Walker

La cellule du Pacifique, entièrement océanique, est particulièrement importante. On lui a donné le nom de cellule de Walker en l'honneur de Sir Gilbert Walker, directeur au début du Vingtième siècle des observatoires météorologiques d'Inde. Il essaya de trouver un moyen de prédire les vents de mousson. Bien qu'il ne réussit pas, son travail le conduit à la découverte d'une variation périodique de pression entre les océans Indien et Pacifique qu'il dénomma l'Oscillation australe.
Le courant de Humboldt, venant de l'Antarctique, refroidit la côte de l'Amérique du Sud. Il y a donc une grande différence de température entre l'Ouest et l'Est de ce vaste océan qui donne lieu à une circulation directe semblable à celle de Hadley. On note de la convection dans la partie ouest du Pacifique, près de l'Asie et de l'Australie et de la subsidence dans un anticyclone le long de la côte de l'Amérique du Sud. Ceci crée une forte circulation de retour par l'est qui produit un effet de sèche : le niveau de la mer est de 60 cm plus haut dans le Pacifique Ouest que dans l'Est.

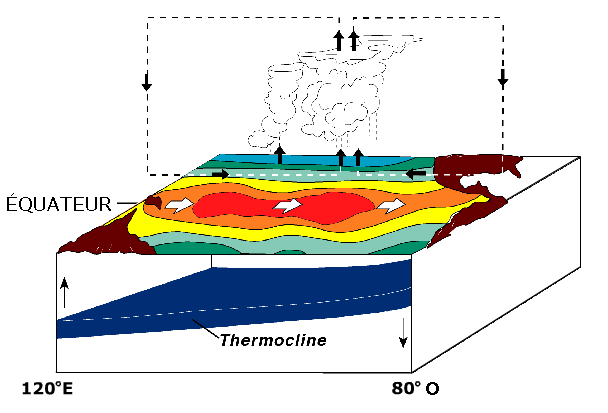
La diminution des alizés perturbe le cycle de Walker et laisse l'eau chaude se répandre plus à l'Est

Le comportement de la cellule de Walker est la clé principale pour comprendre les phénomènes du El Niño et de l'Oscillation australe. Si l'activité convective diminue dans le Pacifique Ouest, pour des raisons mal comprises, la cellule s'effondre comme un château de carte. La circulation d'ouest en altitude diminue ou cesse ce qui coupe l'apport d'air froid dans le Pacifique Est et le flux de retour par l'est de surface faiblit.
Cela permet à l'eau chaude empilée dans le Pacifique Ouest de dévaler la pente vers l'Amérique du Sud ce qui change la température de surface de la mer dans ce secteur en plus de perturber les courants marins. Cela change également complètement le patron nuageux et pluviométrique en plus de donner des températures inhabituelles aux deux Amériques, à l'Australie et à l'Afrique du Sud-Est.
Pendant ce temps dans l'Atlantique, les vents d'altitude d'Ouest qui sont en général bloqués par la circulation de Walker peuvent maintenant atteindre une force inhabituelle. Ces forts vents coupent les colonnes ascendantes d'air humide des orages qui normalement s'organisent en ouragans et ainsi diminuent le nombre de ces derniers.
L'opposée du El Niño est La Niña. La convection dans le Pacifique Ouest augmente dans ce cas ce qui amplifie la cellule de Walker amenant de l'air plus froid le long de la côte de l'Amérique. Cette dernière donne des hivers plus froid en Amérique du Nord et plus d'ouragans dans l'Atlantique. Parce que l'eau chaude est repoussée vers l'Ouest par l'anticyclone, cela permet à l'eau froide des profondeurs de remonter sur la côte de l'Amérique du Sud ce qui donne un meilleur apport de nutriments pour les poissons et amène une pêche excellente. Cependant, le temps demeurant au beau fixe, on note de longues périodes de sécheresse dans la même région.

### Mousson

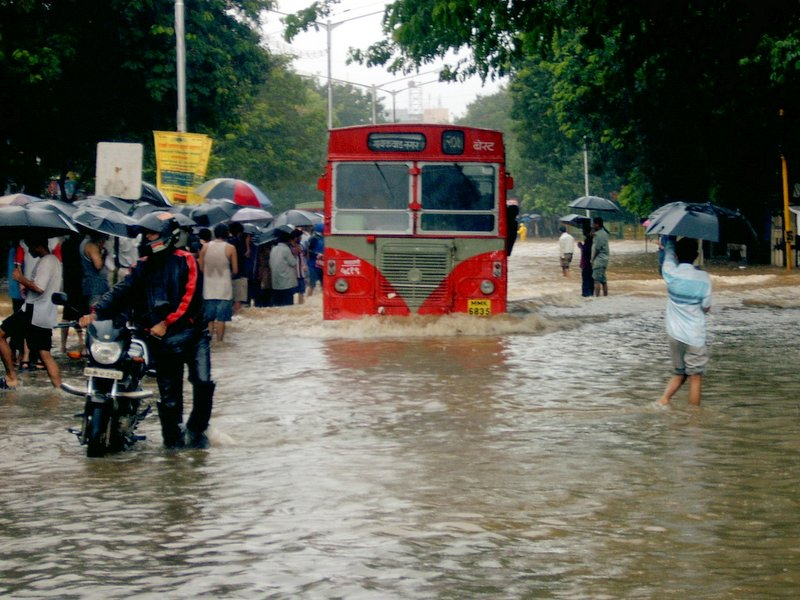
Une mousson particulièrement violente à Bombay en août 2005

La mousson est le nom d'un système de vents périodiques du climat tropical, actif particulièrement dans l'océan Indien et l'Asie du Sud mais qu'on peut retrouver ailleurs où on retrouve des conditions favorables. Les moussons sont une autre sous-circulation et sont causées par le fait que la terre s'échauffe et se rafraîchit plus vite que la mer. Donc, au printemps, les températures terrestres s'élèvent progressivement et la terre atteint une température plus élevée que la mer. L'air chaud de la terre tend à s'élever, créant une zone de basse pression au niveau du sol. Cela crée un vent extrêmement constant soufflant de la mer vers la terre déplaçant la zone de convergence intertropicale (ZCIT) vers le nord. Comme dans les Tropiques la circulation subit peu de perturbations, contrairement aux latitudes plus élevées, ce flux peut durer des semaines ou même des mois, le temps que la température de surface de la mer devienne aussi chaude que la température maximale quotidienne des terres et que la boucle thermique ne puisse se former.
En hiver, la terre se rafraîchit plus vite, et la mer garde la chaleur plus longtemps. L'air chaud au-dessus de la mer s'élève, créant une zone de basse pression et du même coup un vent de la terre vers la mer repoussant la ZCIT. La différence de température entre la mer et la terre étant moindre qu'en été, le vent de la mousson d'hiver n'est pas aussi constant que celui de la mousson d'été.
Les pluies qui sont associées à la mousson d'été sont provoquées par l'ascendance de l'air dans la ZCIT, amplifiée par le soulèvement des montagnes. Les parcelles d'air humide de la mer rafraîchissent avec l'altitude, selon la loi des gaz parfaits, ce qui cause la condensation de la vapeur d'eau. Les pluies deviennent torrentielles à partir de juin et peuvent en partie provenir de complexes convectifs de méso-échelle.

## Cyclones tropicaux

L'ouragan Ivan près de la Grenade, le 7 septembre 2004.

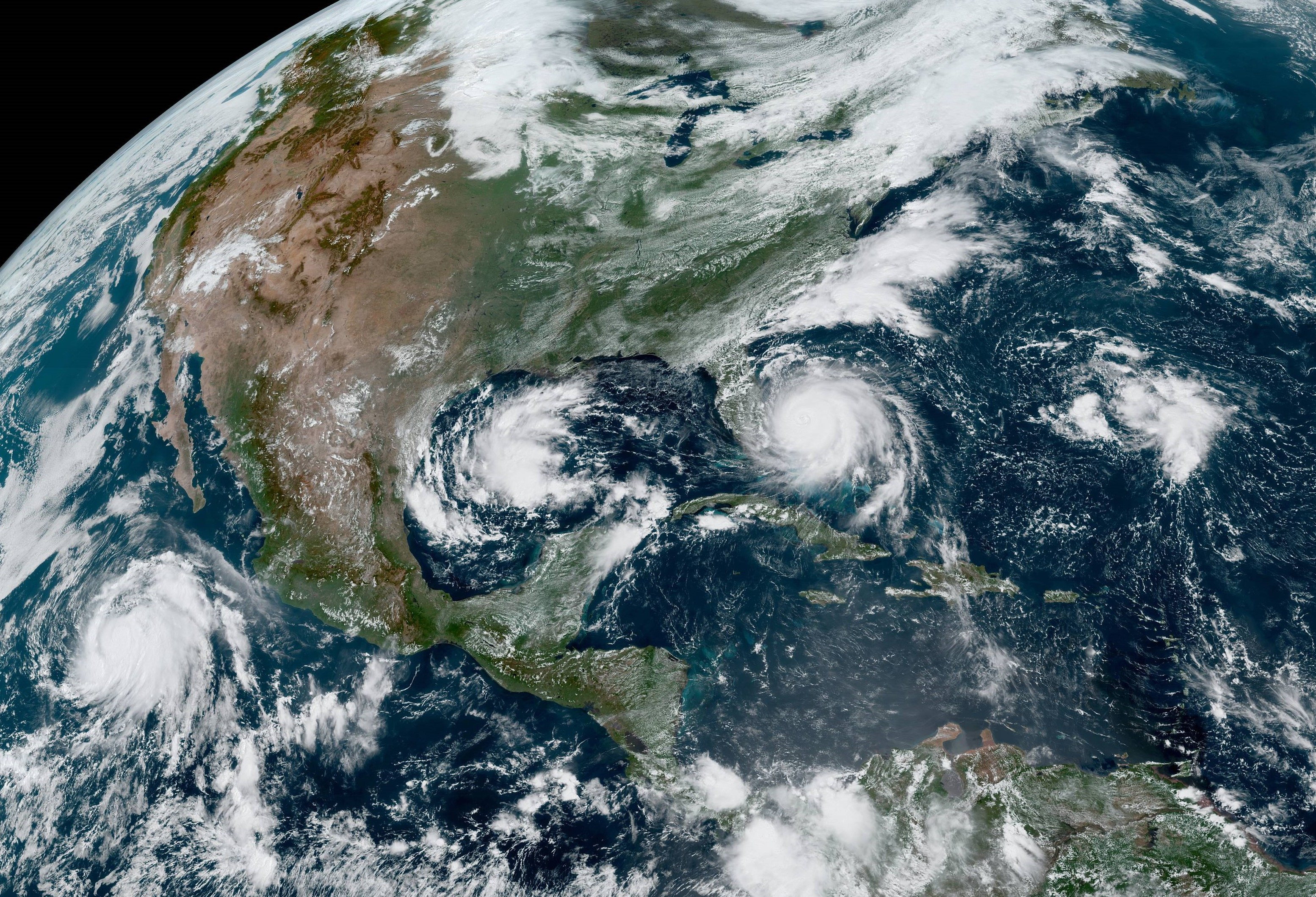
Le 2 septembre 2019, une chaîne de cyclones tropicaux se déplaçait à travers l’hémisphère occidental.

Lorsque les orages s'organisent en système dépressionnaire dans cette région, ils peuvent évoluer en de puissantes tempêtes appelées cyclones tropicaux. Structurellement, un tel système météorologique est une large zone de nuages orageux en rotation autour de son centre et accompagné de forts vents. On peut les classer dans la catégorie des systèmes convectifs de méso-échelle puisqu'ils ont un diamètre inférieur à une dépression classique, dite synoptique, et que leur source d'énergie principale est le dégagement de chaleur latente causée par la condensation de vapeur d'eau en altitude dans leurs orages. On peut ainsi considérer le cyclone tropical comme une machine thermique, au sens de la thermodynamique.
L'importance de la condensation comme source principale d'énergie différencie les cyclones tropicaux des autres phénomènes météorologiques, comme les dépressions des latitudes moyennes, qui puisent leur énergie plutôt dans les gradients de température préexistants dans l'atmosphère. Pour conserver la source d'énergie de sa machine thermodynamique, un cyclone tropical doit demeurer au-dessus de l'eau chaude, qui lui apporte l'humidité atmosphérique nécessaire. Les forts vents et la pression atmosphérique réduite au sein du cyclone stimulent l'évaporation, ce qui entretient le phénomène.
Le dégagement de chaleur latente dans les niveaux supérieurs de la tempête élève la température à l'intérieur du cyclone de 15 à 20 °C au-dessus de la température ambiante dans la troposphère à l'extérieur du cyclone. Pour cette raison, on dit des cyclones tropicaux qu'ils sont des tempêtes à « noyau chaud ». Notons toutefois que ce noyau chaud n'est présent qu'en altitude - la zone touchée par le cyclone à la surface est habituellement plus froide de quelques degrés par rapport à la normale, en raison des nuages et des précipitations.
Dans les images de droite on peut voir la grande étendue couverte par l'Ivan de 2004 en haut, au nord de la côte vénézuélienne. Plus bas à 17 h 0 UTC le 2 septembre 2019, on peut voir que de nombreux systèmes de ce type sévissant en même temps. Les ouragans Juliette (dans le Pacifique oriental) et Dorian aux Bahamas qui atteindront respectivement les catégories 3 et 5 dans l'échelle de Saffir-Simpson. Au même moment, la tempête tropicale Fernand était pour donner des vents soutenus de 85 km/h et ses pluies provoquer des glissements de terrain dans le nord-est du Mexique. Finalement Gabrielle se formait en une tempête tropicale au-dessus de l’Atlantique oriental pour donner des vents de 100 km/h quelques jours plus tard.